# Ali Tandoğan
Ali Tandoğan (* 25. Dezember 1977 in Salihli) ist ein türkischer Fußballtrainer und ehemaliger Fußballspieler. Durch seine langjährige Tätigkeit für Denizlispor wird er stark mit diesem Verein assoziiert. Mit über 150 Erst- und Zweitligaspielen für Denizlispor gehört er zu den Spielern mit den meisten Einsätzen der Vereinsgeschichte. Auf Fan- und Vereinsseiten wird er als einer der bedeutendsten Spieler der Vereinsgeschichte aufgefasst.

## Spielerkarriere

### Verein
Tandoğan begann seine professionelle Karriere beim damaligen Zweitligisten Yeni Salihlispor. Im Januar 1998 verpflichtete ihn Denizlispor, wo er fünf Jahre spielte und 151 Spiele absolvierte. Unter anderem war er Teil der Mannschaft, die in der Saison 2002/03 im UEFA-Pokal das Achtelfinale erreichte. Zur Saison 2003/04 wechselte Tandoğan in die Hauptstadt zu Gençlerbirliği Ankara.
In der Saison 2005/2006 wechselte er von Gençlerbirliği Ankara für eine Ablösesumme von einer Million Euro zu Beşiktaş Istanbul. Seine Zeit in Istanbul lief unter der Leitung von Ertuğrul Sağlam gut. Nachdem dieser jedoch bei Beşiktaş gekündigt hatte, spielte Tandoğan in Mustafa Denizlis Planungen keine Rolle mehr. Darauf verließ er Beşiktaş Istanbul in der Winterpause der Saison 2008/09 und wechselte zu Bursaspor, wo sein früherer Trainer Ertuğrul Sağlam tätig war. Hier wurde Tandoğan mit dem Verein überraschend Meister.
Zur Saison 2011/12 wechselte Tandoğan zum Süper-Lig-Team Antalyaspor. Während er in seiner ersten Saison bei Antalyaspor als Stammspieler gesetzt war, verlor er diesen in der Spielzeit 2012/13 und absolvierte die gesamte Saison zwölf Liga- und sieben Pokalspiele.
Nachdem sein Vertrag mit Antalyaspor zum Sommer ausgelaufen war, verließ er den Verein und wechselte zum Zweitligisten Mersin İdman Yurdu. Bei diesem Verein wurde er von seinem Cheftrainer Hakan Kutlu als Mannschaftskapitän auserkoren. Mit seinem Team beendete Tandoğan die Saison als Playoff-Sieger und erreichte so den direkten Wiederaufstieg in die Süper Lig.
Zur Saison 2014/15 wechselte er zum Zweitligisten Adana Demirspor. Für diesen Verein spielte er nur die Hinrunde und wechselte in der Winterpause 2014/15 zum Ligarivalen Gaziantep Büyükşehir Belediyespor. Mit dem Ende der Saison 2015/16 gab Tandoğan das Ende seiner aktiven Laufbahn bekannt.

### Nationalmannschaft
Tandoğan begann seine Nationalmannschaftskarriere 1998 mit einem Einsatz für die Türkische U-21-Nationalmannschaft. Anschließend wurde er 2002 und 2003 für die Zweite Auswahl der Türkischen Nationalmannschaft nominiert.
2004 wurde er mehrmals von dem damaligen Nationaltrainer Ersun Yanal, welcher als großer Förderer Tandoğans galt und mit dem der bereits als Vereinstrainer mehrmals zusammenarbeitete, für die türkische A-Nationalmannschaft nominiert und gab in der Freundschaftspartie vom 21. Mai 2004 gegen die Australische Nationalmannschaft sein erstes und zugleich einziges Länderspiel.

## Trainerkarriere
Tandoğan startete seine Trainerkarriere damit, indem er in der Saison 2015/16 beim Istanbuler Viertligisten Beylerbeyi SK als Nachwuchstrainer zu arbeiten begann.
In der Sommerpause 2016 übernahm Tandoğan den Posten des sportlichen Leiters bei seinem ehemaligen Verein Denizlispor. Während seiner neuen Tätigkeit besuchte er einen Trainerlehrgang in Istanbul, um offiziell als Cheftrainer arbeiten zu dürfen. Nach der Entlassung von Selahattin Dervent im Oktober 2016, wurde Tandoğan zum neuen Cheftrainer ernannt. Im April 2017 verließ er den Verein im gegenseitigen Einverständnis.
Im August 2017 wurde er bei Şanlıurfaspor als neuer Cheftrainer vorgestellt. In dieser Funktion war er bis zum Februar 2018 und anschließend vom November 2018 bis Juli 2019 aktiv. Zur Saison 2019/20 stellt der Zweitligist Balıkesirspor ihn als neuen Cheftrainer ein. Noch 2019 verließ er den Verein. Danach war er bis 2020 bei Altay Izmir. 2021 übernahm er das Traineramt bei Tuzlaspor. Noch im selben Jahr ging er zunächst zu Denizlispor und danach zu Şanlıurfaspor.

## Erfolge
Denizlispor
- Vizemeister der TFF 1. Lig und Aufstieg in die Süper Lig: 1998/99
- Tabellenfünfter der Süper Lig: 2001/02
- Achtelfinalist im UEFA-Pokal: 2002/03

Gençlerbirliği Ankara
- Tabellenfünfter der Süper Lig: 2004/05
- Türkischer Pokalfinalist: 2003/04
- Achtelfinalist im UEFA-Pokal: 2003/04

Beşiktaş Istanbul
- Türkischer Pokalsieger: 2005/06, 2006/07
- Türkischer Supercupsieger: 2006

Bursaspor
- Türkischer Meister: 2009/10

Mersin İdman Yurdu
- Playoff-Sieger der TFF 1. Lig und Aufstieg in die Süper Lig: 2013/14